# Ілкка Сінісало
Ілкка Сінісало (фін. Ilkka Sinisalo, 10 липня 1958, Валкеакоскі — 5 квітня 2017, Гельсінкі) — фінський хокеїст, що грав на позиції крайнього нападника. Грав за збірну команду Фінляндії.
Провів понад 600 матчів у Національній хокейній лізі.
Член Зали слави фінського хокею (1997 рік).

## Ігрова кар'єра
Хокейну кар'єру розпочав 1976 року.
Протягом професійної клубної ігрової кар'єри, що тривала 19 років, захищав кольори команд «Філадельфія Флаєрс», «Міннесота Норт-Старс», «Лос-Анджелес Кінгс», ГІФК, ГПК, «Ільвес» та «Кіекко Еспоо».
Загалом провів 650 матчів у НХЛ, включаючи 68 ігор плей-оф Кубка Стенлі.
Був гравцем молодіжної збірної Фінляндії. Виступав за національну збірну Фінляндії, на головних турнірах світового хокею провів 23 гри в її складі.

## Нагороди та досягнення
- Чемпіон Фінляндії в складі клубу ГІФК — 1980.

## Смерть
Сінісало помер від раку простати 5 квітня 2017 року. Похований на цвинтарі Гіетаніемі.

## Статистика

### Клубні виступи
| Сезон         | Клуб                   | Ліга          | Регулярний сезон | Регулярний сезон | Регулярний сезон | Регулярний сезон | Регулярний сезон | Плей-оф | Плей-оф | Плей-оф | Плей-оф | Плей-оф |
| Сезон         | Клуб                   | Ліга          | І                | Г                | П                | О                | ШХ               | І       | Г       | П       | О       | ШХ      |
| ------------- | ---------------------- | ------------- | ---------------- | ---------------- | ---------------- | ---------------- | ---------------- | ------- | ------- | ------- | ------- | ------- |
| 1976–77       | ПіТа                   | ФІН II        | 35               | 22               | 16               | 38               | 8                | —       | —       | —       | —       | —       |
| 1977–78       | ГІФК                   | СМ-Л          | 36               | 9                | 3                | 12               | 18               | —       | —       | —       | —       | —       |
| 1978–79       | ГІФК                   | СМ-Л          | 30               | 6                | 4                | 10               | 16               | 6       | 4       | 1       | 5       | 2       |
| 1979–80       | ГІФК                   | СМ-Л          | 35               | 16               | 9                | 25               | 16               | 7       | 1       | 3       | 4       | 4       |
| 1980–81       | ГІФК                   | СМ-Л          | 36               | 27               | 17               | 44               | 14               | 6       | 5       | 3       | 8       | 4       |
| 1981–82       | «Філадельфія Флаєрс»   | НХЛ           | 66               | 15               | 22               | 37               | 22               | 4       | 0       | 2       | 2       | 0       |
| 1982–83       | «Філадельфія Флаєрс»   | НХЛ           | 61               | 21               | 29               | 50               | 16               | 3       | 1       | 1       | 2       | 0       |
| 1983–84       | «Філадельфія Флаєрс»   | НХЛ           | 73               | 29               | 17               | 46               | 29               | 2       | 2       | 0       | 2       | 0       |
| 1984–85       | «Філадельфія Флаєрс»   | НХЛ           | 70               | 36               | 37               | 73               | 16               | 19      | 6       | 1       | 7       | 0       |
| 1985–86       | «Філадельфія Флаєрс»   | НХЛ           | 74               | 39               | 37               | 76               | 31               | 5       | 2       | 2       | 4       | 2       |
| 1986–87       | «Філадельфія Флаєрс»   | НХЛ           | 42               | 10               | 21               | 31               | 8                | 18      | 5       | 1       | 6       | 4       |
| 1987–88       | «Філадельфія Флаєрс»   | НХЛ           | 68               | 25               | 17               | 42               | 30               | 7       | 4       | 2       | 6       | 0       |
| 1988–89       | «Філадельфія Флаєрс»   | НХЛ           | 13               | 1                | 6                | 7                | 2                | 8       | 1       | 1       | 2       | 0       |
| 1989–90       | «Філадельфія Флаєрс»   | НХЛ           | 59               | 23               | 23               | 46               | 26               | —       | —       | —       | —       | —       |
| 1990–91       | «Міннесота Норт-Старс» | НХЛ           | 46               | 5                | 12               | 17               | 24               | —       | —       | —       | —       | —       |
| 1990–91       | «Лос-Анджелес Кінгс»   | НХЛ           | 7                | 0                | 0                | 0                | 2                | 2       | 0       | 1       | 1       | 0       |
| 1991–92       | «Лос-Анджелес Кінгс»   | НХЛ           | 3                | 0                | 1                | 1                | 2                | —       | —       | —       | —       | —       |
| 1991–92       | «Фінікс Роудраннерс»   | МХЛ           | 42               | 19               | 21               | 40               | 32               | —       | —       | —       | —       | —       |
| 1992–93       | ГПК                    | СМ-Л          | 46               | 13               | 16               | 29               | 55               | 12      | 2       | 3       | 5       | 8       |
| 1993–94       | «Кярпят»               | FIN II        | 28               | 27               | 15               | 42               | 20               | —       | —       | —       | —       | —       |
| 1993–94       | «Ільвес»               | СМ-Л          | 12               | 1                | 6                | 7                | 10               | 4       | 1       | 0       | 1       | 6       |
| 1994–95       | «Ільвес»               | СМ-Л          | 30               | 2                | 7                | 9                | 45               | —       | —       | —       | —       | —       |
| 1994–95       | «Кіекко Еспоо»         | СМ-Л          | 16               | 7                | 7                | 14               | 6                | 4       | 0       | 3       | 3       | 4       |
| 1995–96       | «Кіекко Еспоо»         | СМ-Л          | 44               | 7                | 12               | 19               | 36               | —       | —       | —       | —       | —       |
| Усього в СМ-Л | Усього в СМ-Л          | Усього в СМ-Л | 285              | 88               | 81               | 169              | 216              | 39      | 13      | 13      | 26      | 28      |
| Усього в НХЛ  | Усього в НХЛ           | Усього в НХЛ  | 582              | 204              | 222              | 426              | 208              | 68      | 21      | 11      | 32      | 6       |

### Збірна
| Рік                | Команда            | Турнір             | І  | Г | П | О | ШХ |
| ------------------ | ------------------ | ------------------ | -- | - | - | - | -- |
| 1978               | Фінляндія          | МЧС                | 6  | 1 | 7 | 8 | 4  |
| 1981               | Фінляндія          | ЧС                 | 5  | 0 | 1 | 1 | 4  |
| 1981               | Фінляндія          | КК                 | 5  | 1 | 0 | 1 | 6  |
| 1982               | Фінляндія          | ЧС                 | 5  | 1 | 1 | 2 | 6  |
| 1983               | Фінляндія          | ЧС                 | 8  | 0 | 2 | 2 | 4  |
| Національна збірна | Національна збірна | Національна збірна | 23 | 2 | 4 | 6 | 20 |